# Andrew Martin (chính khách)
Andrew Martin (sinh ngày 19 tháng 2 năm 1964) là một chính khách người Mỹ và là kế toán viên công chứng, từng giữ chức Chủ tịch Đảng Dân chủ Quận Clark, với tư cách là Thành viên của Diễn đàn Kinh tế Bang Nevada, Thành viên của Ủy ban Giám sát Trái phiếu của Trường học Quận Clark, và là thành viên của Hội đồng Nevada. Ông là thành viên của Đảng Dân chủ.
Martin tốt nghiệp Đại học Binghamton ở New York trước khi nhận được giấy phép CPA và bắt đầu sự nghiệp là một kế toán viên. Sau đó, ông thành lập công ty kế toán của riêng mình. Năm 2012, ông được bầu vào Hội đồng, mặc dù tư cách của ông để phục vụ trong cơ quan lập pháp đã bị tranh chấp trong cuộc bầu cử. Ông đã phục vụ trong hội đồng nhà nước trong 2 năm, làm việc trên nhiều loại luật. Năm 2014, ông ra tranh cử cho nhà soạn nhạc nhà nước, thua trong cuộc tổng tuyển cử. Sau đó, ông trở lại hành nghề tư nhân tại công ty kế toán của mình.

## Đời tư
Martin là người đồng tính công khai. Chồng ông là Dana Barooshian. Họ gặp nhau khi học tại Đại học Binghamton. Martin kết hôn với Barooshian, bạn đời của ông từ năm 1986, tại Washington, DC vào ngày 10 tháng 11 năm 2013.